# Шаблеріг
Шаблеріг — африканський рід тварин родини Бикові, що належить до підродини Шаблерогові. Типовий вид: Hippotragus equinus.

## Поширення
H. equinus надає перевагу відкритим лукам, H. niger — рідколіссю.

## Життя
Вони живуть у стадах по 8-40 членів. У перші місяці року зафіксовано найвище число народжень; мають тривалий період вагітності (близько 270 днів).

## Морфологічні особливості
Вага від 150 до 300 кг, довжина голови й тіла від 1.88 до 2.67 м, довжина хвоста 37-76 см, висота в плечах приблизно від 1 до 1.6 метрів. Самці приблизно в 1.5 рази довші й важчі, ніж самиці. Обидві статі носять довгі, зігнуті роги, як правило, 51-102 см завдовжки, рекорд — 1.75 м. Нижні частини тіла й підборіддя білі. Зверху на шиї є грива.